# Grønlandshavet
76°40′08″N 8°10′14″V / 76.66889°N 8.17056°V
Grønlandshavet er er den del af Atlanterhavet på 1,2 millioner kvadratkilometer, som ligger mellem Island, Jan Mayen, Svalbard og Grønland. I nord danner linjen mellem nordspidsen af Spitsbergen og nordspidsen af Grønland grænse til Polarhavet. Mod Norskehavet afgrænses Grønlandshavet af en linje fra sydspidsen af Svalbard, over Jan Mayen til østspidsen af Island. I sydvest danner linjen fra nordvestspidsen af Island til Kap Nansen på Grønland (68°15'N) grænse til Atlanterhavet. I mange sammenhænge regnes Grønlandshavet som en del af Norskehavet. I nord danner Nansenryggen fra nordkysten af Svalbard til nordkysten af Grønland overgangen til Polarhavet, mens Mohnryggen mellem Jan Mayen og sydspidsen af Svalbard afgrænser Grønlandshavet til Norskehavet. I de centrale områder har Grønlandshavet en dybde på ca. 3500 m. Ud for kysten af Nordøst-Grønland har kontinentalsokkelen en bredde på op til 200 km, mens kontinentalskråningen ned mod dybhavsbassinet befinder sig nær land ud for Spitsbergen.

## Geografi
Den Internationale Hydrografiske Organisation fastligger Grønlandshavets grænser:
- Nord: Linje fra Spitsbergens nordligste punkt til Grønlands nordligste punkt.
- Øst: Spitzbergens vestkyst
- Sydøst: en linje fra vest-Spitszbergens sydligste punkt (Sørkapp-land) til Jan Mayens nordligste punkt, Jan Mayens vestkyst til øens sydligste punkt, der følger grænsen en linje til fjeldet Gerpir, Suður-Múlasýsla, i det østlige Islands. (65° 05′ n, 13° 30′ w).
- Sydvest: En linje fra Straumness (Islands nordvestligste punkt) til Kap Nansen (68° 15′ n, 29° 30′ v) i Grønland.
- Vest: Grønlands øst og nordkyst mellem Kap Nansen og øens nordligste punkt.

Det dybeste sted er Molloy-dybet i Framsundet, som ligger 5669 meter under havoverfladen.
Med et areal på 1.205.000 km² har Grønlandshavet et vandrumfang på 2.408.000 km³. Det en gennemsnitsdybde på 1440 meter.

## referencer
1. ↑  International Hydrographic Organisation:| url=http://88.208.211.37/iho_pubs/standard/S-23/S23_1953.pdf Arkiveret 1. maj 2011 hos  Wayback Machine | , 3. Aufl. 1953, S. 6–7 (PDF; 970 kB)
2. ↑  Martin Klenke, Hans Werner Schenke: A new bathymetric model for the central Fram Strait. In: Marine geophysical researches 23, 2002, S. 367–378, doi:10.1023/A:1025764206736
3. ↑  A. G. Kosti︠a︡noĭ, Jacques C. J. Nihoul, V. B. Rodionov: Physical oceanography of frontal zones in the subarctic seas, Gulf Professional Publishing, 2004, ISBN 0-444-51686-7, S. 54